# Ninetis
Ninetis là một chi nhện trong họ Pholcidae.

## Các loài
Các loài trong chi này gồm:
- Ninetis minuta (Berland, 1919)
- Ninetis namibiae Huber, 2000
- Ninetis russellsmithi Huber, 2002
- Ninetis subtilissima Simon, 1890
- Ninetis toliara Huber & El-Hennawy, 2007